# Stefano Travaglia
Stefano Travaglia (Folgino, 28 december 1991) is een Italiaans tennisser. Zijn hoogste plaats op de ATP-ranglijst is de 108e, die hij behaalde op 23 april 2018.
Travaglia heeft in zijn carrière nog geen ATP-toernooi op zijn naam geschreven. In het enkelspel won hij wel twee challengertoernooien. 

## Palmares
| Legenda                       | Legenda               |
| ----------------------------- | --------------------- |
| Grand Slam                    |                       |
| Olympische Spelen             |                       |
| tot 2009                      | vanaf 2009            |
| Tennis Masters Cup            | ATP Finals            |
| ATP Masters Series            | ATP Tour Masters 1000 |
| ATP International Series Gold | ATP Tour 500          |
| ATP International Series      | ATP Tour 250          |

### Enkelspel
| Nr.                  | Datum           | Toernooi        | Ondergrond | Tegenstander in finale | Score         | Details |
| -------------------- | --------------- | --------------- | ---------- | ---------------------- | ------------- | ------- |
| Verloren finales     |                 |                 |            |                        |               |         |
| 1.                   | 7 februari 2021 | ATP Melbourne 1 | Hardcourt  | Jannik Sinner          | 6-7(4), 4-6   | Details |
| Gewonnen challengers |                 |                 |            |                        |               |         |
| 1.                   | 7 mei 2017      | Ostrava         | Gravel     | Marco Cecchinato       | 6-2, 3-6, 6-4 |         |
| 2.                   | 31 maart 2018   | Marbella        | Gravel     | Guido Andreozzi        | 6-3, 6-3      |         |

### Mannendubbelspel
| Nr.                              | Datum             | Toernooi | Ondergrond | Partner                 | Tegenstanders in finale                | Score               |
| -------------------------------- | ----------------- | -------- | ---------- | ----------------------- | -------------------------------------- | ------------------- |
| Gewonnen challengers herendubbel |                   |          |            |                         |                                        |                     |
| 1.                               | 20 september 2014 | Meknes   | Gravel     | Hans Podlipnik Castillo | Gerard Granollers Jordi Samper-Montana | 6-2, 6-7(4), [10-7] |

## Resultaten grote toernooien
| Legenda | Legenda                          |
| ------- | -------------------------------- |
| g.t.    | geen toernooi gehouden           |
| l.c.    | lagere categorie                 |
| –       | niet deelgenomen                 |
| G       | uitgeschakeld in de groepsfase   |
| 1R      | uitgeschakeld in de eerste ronde |
| 2R      | uitgeschakeld in de tweede ronde |
| 3R      | uitgeschakeld in de derde ronde  |
| 4R      | uitgeschakeld in de vierde ronde |
| KF      | uitgeschakeld in de kwartfinale  |
| HF      | uitgeschakeld in de halve finale |
| F       | de finale verloren               |
| W       | het toernooi gewonnen            |
| w-v     | winst/verlies-balans             |

### Enkelspel
| Grandslamtoernooien  |     |     |     |    |      |    |
| Australian Open      | –   | –   | –   | 2R | 1R   | 1R |
| Roland Garros        | –   | –   | –   | 1R | 3R   | 1R |
| Wimbledon            | –   | 1R  | 1R  | –  | g.t. | 1R |
| US Open              | –   | 2R  | 1R  | –  | 1R   |    |
| ATP Masters 1000     |     |     |     |    |      |    |
| Indian Wells         | –   | –   | –   | –  | g.t. |    |
| Miami                | –   | –   | –   | –  | g.t. | 1R |
| Monte Carlo          | –   | –   | –   | –  | g.t. | 1R |
| Madrid               | –   | –   | –   | –  | g.t. | –  |
| Rome                 | 1R  | –   | –   | –  | 3R   | 2R |
| Montreal/Toronto     | –   | –   | –   | –  | g.t. |    |
| Cincinnati           | –   | –   | –   | –  | –    |    |
| Shanghai             | –   | –   | –   | –  | g.t. |    |
| Parijs               | –   | –   | –   | –  | 1R   |    |
| Statistieken         |     |     |     |    |      |    |
| Totaal aantal titels | 0   | 0   | 0   | 0  | 0    | 0  |
| Eindejaarsranking    | 198 | 134 | 133 | 84 | 74   |    |

### Dubbelspel
| Grandslamtoernooien  |      |    |
| Australian Open      | –    | 2R |
| Roland Garros        | 1R   | 1R |
| Wimbledon            | g.t. | 2R |
| US Open              | –    |    |
| ATP Masters 1000     |      |    |
| Indian Wells         | g.t. |    |
| Miami                | g.t. | –  |
| Monte Carlo          | g.t. | –  |
| Madrid               | g.t. | –  |
| Rome                 | –    | 1R |
| Montreal/Toronto     | g.t. |    |
| Cincinnati           | –    |    |
| Shanghai             | g.t. |    |
| Parijs               | –    |    |
| Statistieken         |      |    |
| Totaal aantal titels | 0    |    |
| Eindejaarsranking    | 401  |    |